# Senser
I Senser sono un gruppo musicale rap metal e industrial hip hop britannico, formatosi a Londra nel 1989.

## Formazione

### Formazione attuale
- Heitham Al-Sayed - voce
- Kerstin Haigh - voce
- Nick Michaelson - chitarra
- John Morgan - batteria
- James Barrett - basso
- Alan "Haggis" Haggerty - ingegnere audio, producer, programmatore

### Ex componenti
- Andy "Awe" Clinton - giradischi (1992–2017)
- Paul Soden - batteria (1995–1999)
- Erika Footman - voce (2013)

## Discografia

### Album in studio
- 1994 - Stacked Up
- 1998 - Asylum
- 2001 - Parallel Charge
- 2004 - SCHEMAtic
- 2009 - How To Do Battle
- 2013 - To The Capsule